# Трансцендентальный идеализм
Трансцендентальный идеализм (нем. transzendentale Idealism) — в учении Иммануила Канта установка, отождествляющая и ограничивающая наблюдаемые вещи феноменами сознания. Основной предпосылкой этой установки является различие между явлениями как единицами опыта и вещами в себе. Кант в Критике чистого разума прямо отождествляет свою философию с трансцендентальным идеализмом. 
Трансцендентальный реализм — в философии Канта установка, отождествляющая явления с вещами так, как они существуют сами по себе.
Трансцендентный объект  — в учении Иммануила Канта гипотетическая первопричина всех явлений. Под трансцендентным объектом подразумевается либо Бог, либо материя.